# Scirtes seychellensis
Scirtes seychellensis es una especie de coleóptero de la familia Scirtidae.

## Distribución geográfica
Habita en las Seychelles.